# Шакиров, Азгар Шафикович
Азгар Шафикович Шакиров (тат. Әзһәр Шәфикъ улы Шакиров; род. 22 февраля 1940, Новый Ташлыяр, Тумутукский район, Татарская АССР, РСФСР, СССР) — татарский актёр театра и кино, народный артист РСФСР (1988).

## Биография
Родился 22 февраля 1940 года в деревне Новый Ташлыяр Тумутукского района (ныне — Азнакаевский) Татарской АССР.
В 1961 г. окончил Московское театральное училище им. Щепкина, руководителем курса был М. Н. Гладков, педагогами — В. К. Смирнов, В. Б. Монахов, О. М. Головина.
С 1961 года актёр Академического театра им. Г. Камала. С тех пор уже почти пять десятилетий творчество А. Шакирова неразрывно связано с этим театром.
В кино дебютировал в 1968 году — снялся в киноленте «Моабитская тетрадь» в роли Абдулы Алишева.

## Признание
- Заслуженный артист Татарской АССР (1974).
- Заслуженный артист РСФСР (1977).
- Народный артист РСФСР (1988).
- Народный артист Республики Татарстан (2000),
- Государственная премия Республики Татарстан имени Габдуллы Тукая (1998).
- Медаль «За доблестный труд» (2010).
- Почётный гражданин Азнакаевского района (2012).
- Орден «За заслуги перед Республикой Татарстан» (2015).
- Премия «Тантана»[тат.] в номинации «Честь и достоинство» (2024)[5].
- Орден «Дуслык» (2025)[6].